# Julius Köbner

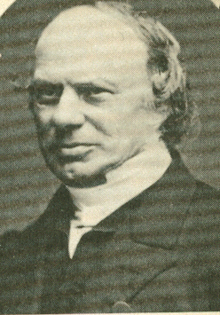
Julius Köbner

Julius Johannes Wilhelm Köbner, ursprünglich Salomon Købner, (* 11. Juni 1806 in Odense, Dänemark; † 2. Februar 1884 in Berlin) gehörte mit Johann Gerhard Oncken und Gottfried Wilhelm Lehmann zu den Gründungsvätern der deutschen Baptisten. Neben seiner umfangreichen Missions- und Lehrtätigkeit innerhalb der damals noch jungen Freikirche ist besonders sein Werk als Kirchenliederdichter und Schriftsteller hervorzuheben.

## Leben

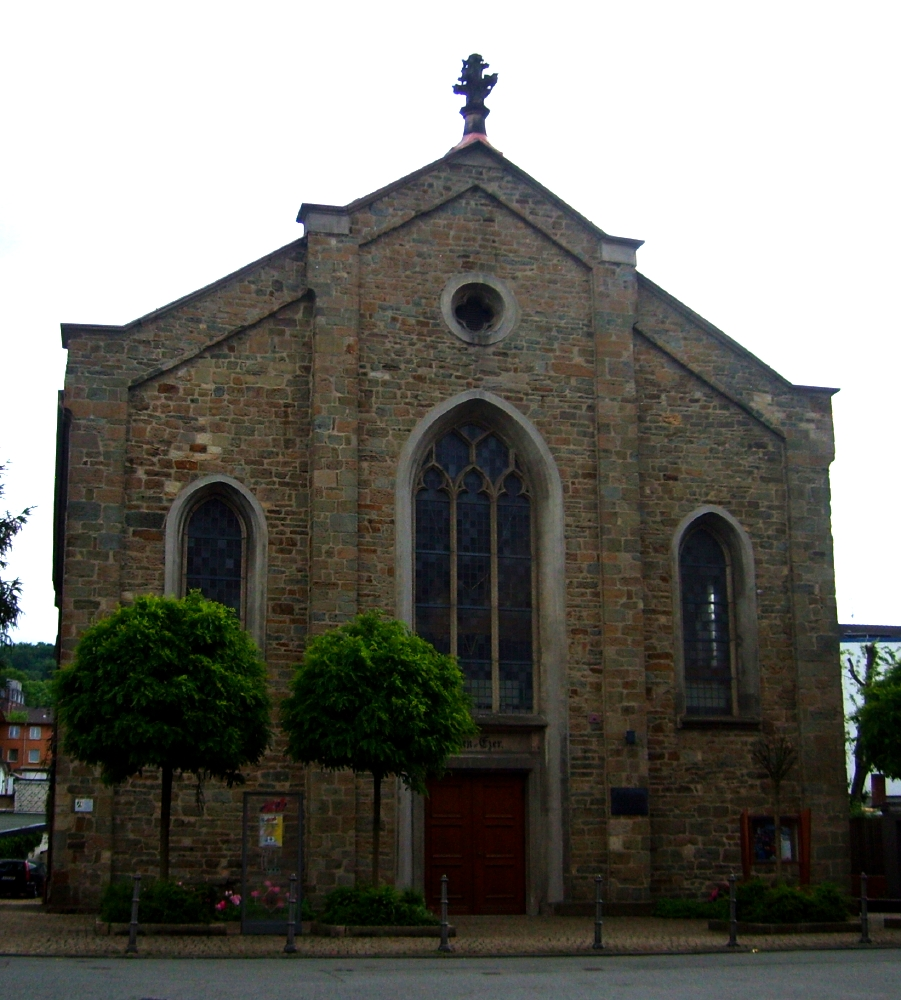
Köbners Kirche Eben-Ezer-Kapelle im Wuppertaler Stadtteil Barmen

Köbner war jüdischer Abstammung und das erste von neun Kindern des Rabbiners und Kaufmanns Isaak Aaron und dessen Ehefrau Hanna, geborene Matthies. Die Familie war zwar in Dänemark ansässig, ihre Vorfahren jedoch stammten aus Lissa in Polen. Von dort muss es eine Verbindung nach Schlesien gegeben haben, denn der Name Köbner wird vom Namen der schlesischen Stadt Köben abgeleitet.
In der Familie Köbners wurde die deutsche Sprache gepflegt. Nach dem Besuch des Gymnasiums in Odense, wo Salomon Köbner außer in der deutschen und dänischen auch in der französischen und englischen Sprache Unterricht erhielt, erlernte er den Beruf eines Kupferstechers, zeigte aber auch auf anderen Gebieten große Begabungen. 1824 begab er sich als Handwerksgeselle auf die damals obligatorische Wanderschaft und gelangte über Hamburg nach Lübeck. Neben seiner erlernten Tätigkeit befasste er sich als Autodidakt mit Literatur und Geschichte. Er verfasste Dramen, Gedichte und Essays, die zum Teil veröffentlicht wurden.
Nach zahlreichen Begegnungen mit dem reformierten Lübecker Erweckungsprediger Johannes Geibel konvertierte Köbner 1826 zum Christentum und trat der evangelisch-lutherischen Kirche bei. Mit seiner Taufe am 31. Juli 1826 in Hamburg änderte Köbner seinen jüdischen Vornamen. Nach seiner Verlobten Juliane Johanna Wilhelmina von Schröter, die einer im Dienst der dänischen Krone stehenden mecklenburgischen Offiziersfamilie entstammte und die er kurz nach seinem Übertritt zum Christentum ehelichte, nannte er sich Julius Johannes Wilhelm.
1835 lernte Julius Köbner die Hamburger Baptistengemeinde kennen. Unter dem Eindruck der Verkündigung Onckens, des Ältesten und Pastors der erst ein Jahr zuvor gegründeten Gemeinde, empfing er am 26. Mai 1836 die Glaubenstaufe und stellte sich in den Dienst der jungen Bewegung. Nur wenige Wochen später ließ sich auch seine Frau Juliane in der jungen Hamburger Baptistengemeinde taufen. Drei Geschwister Köbners empfingen ebenfalls die Gläubigentaufe.
Köbner übersetzte zunächst baptistische Literatur aus dem Englischen, korrigierte Onckens Veröffentlichungen und verfasste eine Fülle von religiösen Schriften. 1837 veröffentlichte er gemeinsam mit Oncken das erste baptistische Glaubensbekenntnis. Gleichzeitig machte Köbner erste Erfahrungen im Predigtdienst. Auch hielt er in und um Hamburg gottesdienstliche Zusammenkünfte ab und wurde wegen der Durchführung nicht erlaubter religiöser Versammlungen mehrfach in Hamburg inhaftiert.
Am 6. Oktober 1844 erfolgte Köbners Ordination zum Baptistenprediger. Gleichzeitig trat er als Missionar für den deutschsprachigen Raum in den Dienst der American Baptist Convention. Ausgedehnte Missionsreisen führten ihn durch Deutschland, die Niederlande und Dänemark, wo er eine ganze Reihe von Baptistengemeinden gründete.
Die Märzbewegung von 1848 begrüßte Köbner mit freudiger Erwartung. Im selben Jahr veröffentlichte er das Manifest des freien Urchristenthums. Darin preist er die neu gewonnene allgemeine Religionsfreiheit und stellt den Baptismus als emanzipatorische und basisdemokratische religiöse Bewegung dar, die sich diesem Bürgerrecht verpflichtet weiß. In der Schrift heißt es unter anderem: „Aus dem Obigen wird es Jedem klar sein, daß wir (erg.: Baptisten) dem Prinzipe der Religionsfreiheit huldigen. Wir empfangen diese edle Freiheit nicht erst heute aus der Hand irgend einer Staatsgewalt, wir haben sie seit 15 Jahren als unser unveräußerliches Gut betrachtet, und sie, wenn auch auf Kosten unsrer irdischen Habe und Freiheit, fortwährend genossen. Aber wir behaupten nicht nur unsre religiöse Freiheit, sondern wir fordern sie für jeden Menschen, der den Boden des Vaterlandes bewohnt, wir fordern sie in völlig gleichem Maße für Alle, seien sie Christen, Juden, Muhamedaner oder was sonst.“

## Bedeutung
Köbner prägte die junge baptistische Bewegung auf vielfältige Weise – nicht zuletzt durch sein schriftstellerisches Wirken. Christliche Romane, kirchengeschichtliche Erzählungen und große dramatische Gedichte mit lehrhaftem Charakter gehörten zu seinen Arbeiten. Besonders beschäftigte ihn in seinem literarischen Werk die Geschichte der Waldenser.
1849 veröffentlichte Julius Köbner das erste Gesangbuch des Bundes der Baptisten, die Glaubensstimme der Gemeine des Herrn. 59 Lieder dieses Gesangbuchs stammen aus seiner eigenen Feder. Auch das erste Liederbuch der dänischen Baptisten wurde von Köbner herausgegeben. Während das vorletzte Gesangbuch der deutschen Baptisten noch drei Köbner-Lieder enthielt, findet sich im gegenwärtigen Kirchengesangbuch Feiern & Loben nur noch ein Köbner-Lied.

## Gemeindegründungen
1845 organisierte Julius Köbner die erste niederländische Baptistengemeinde, die zum Ausgangspunkt der baptistischen Bewegung in den Niederlanden werden sollte. 1852 gründete Köbner die Baptistengemeinde Barmen und legte damit den Grundstein für die Entstehung baptistischer Gemeinden in der preußischen Rheinprovinz. Auch der dänische Baptismus verdankt seine Entstehung der Wirksamkeit Julius Köbners. Von 1865 bis 1879 war er Pastor der von ihm gegründeten Kopenhagener Baptistengemeinde. Wichtige Impulse durch Köbners Wirksamkeit erhielt auch die baptistische Bewegung in Nordwestdeutschland und in Berlin.

## Familie
Nach dem Tod seiner ersten Frau 1868 heiratete Köbner 1875 die Dänin Dorothea Stagstedt. Aus dieser Ehe ging eine Tochter hervor. 1879 starb auch seine zweite Frau. Köbner übernahm am Ende seines Lebens eine Predigerstelle in Berlin, wo er seinen Lebensabend beschloss.

## Würdigungen

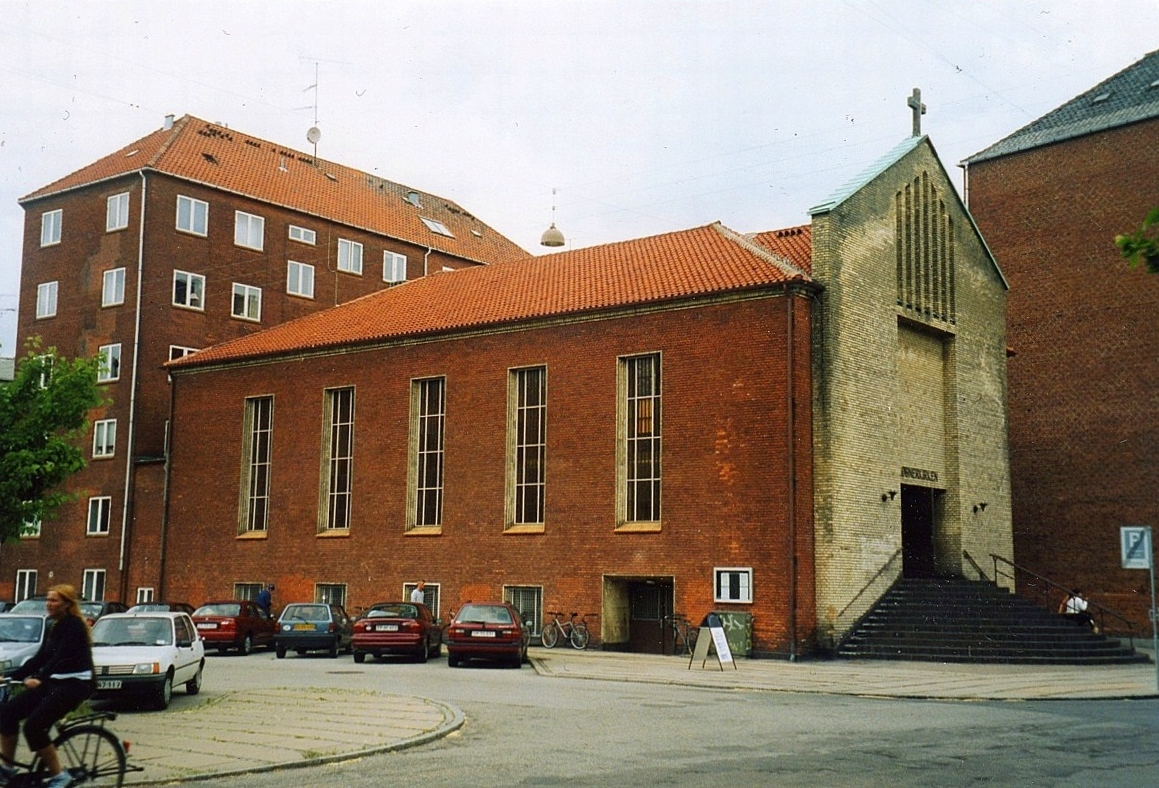
Köbner-Kirche Kopenhagen (Dänemark)

Nach Julius Köbner wurden die Baptistenkirchen in Wuppertal, Kopenhagen sowie die Julius-Köbner-Kapelle der Evangelisch-Freikirchlichen Gemeinde in Hamburg-Hamm benannt. Im Wustermarker Ortsteil Elstal gibt es eine Julius-Köbner-Straße.

## Werke

### Schriften in Auswahl

Titelseite des von Köbner herausgegebenen Gesangbuches Glaubensstimme

- Manifest des freien Urchristenthums an das deutsche Volk, Hamburg 1848[8]
- Die Gemeine Christi und die Kirche, Hamburg 1853[9]
- Eine Widerlegung der von Herrn Archidiaconus Lührs herausgegebenen Schrift »Die Wiedertäufer«, Hamburg (1850), 2. erw. Aufl. 1853 (bezogen auf Albert Lührs: »Die Wiedertäufer«, 1848)
- Warum dürfen keine Apokryphen in der Bibel stehen?, Hamburg 1853.
- Worin besteht die Heiligung des Christen? Beantwortung nach der Heiligen Schrift, Hamburg 1855.
- Leitfaden durch die Bibel für Kinder, Hamburg 1858.
- Das Lied von Gott. Ein didaktisches Gedicht in 8 Theilen. Mit einer Einleitung und begründenden Anmerkungen, Hamburg 1872.
- Ist der Glaube an Wunder noch zeitgemäß? In Übereinstimmung mit ächter Realphilosophie beantwortet, Elberfeld 1878.
- Rationalismus unter den Gläubigen, Elberfeld o. J. (1878)
- Die eigenthümliche Herrlichkeit der neutestamentlichen Gemeinde der alttestamentlichen gegenüber. Nach der heil. Schrift, Elberfeld 1881.
- Die Geigerin. Erzählung, Barmen 1881.
- Die Sünde wider den heiligen Geist, Wiesbaden 1881.
- Reform der Gemeindeversammlungen. Ein Referat, gelesen den 16. August 1882 in der Bundeskonferenz zu Altona, Elberfeld 1882.
- Staat und Kirche, vereinigt oder getrennt, Elberfeld 1882.
- Der Zustand nach dem Tode, Elberfeld 1882.
- Die neue Erde. Eschatologische Studie, Elberfeld 1883.
- Wasser aus dem Heilsbrunnen. Eine Sammlung von Predigten, hrsg. von Hermann Windolf, Berlin 1906.
- Um die Gemeinde. Ausgewählte Schriften, hrsg. und kommentiert von Hermann Gieselbusch, Berlin 1927.

### Von Köbner herausgegebene Liederbücher (Auswahl)
- Glaubensstimme der Gemeine des Herrn. Liedersammlung (erstes baptistisches Gesangbuch), Hamburg 1849; 1860
- Troens Stemme. Psalmensammling, Kjobenhavn 1870.
- Liederstrauß für Christen, Hamburg 1877.